# Henri Charles de La Trémoille

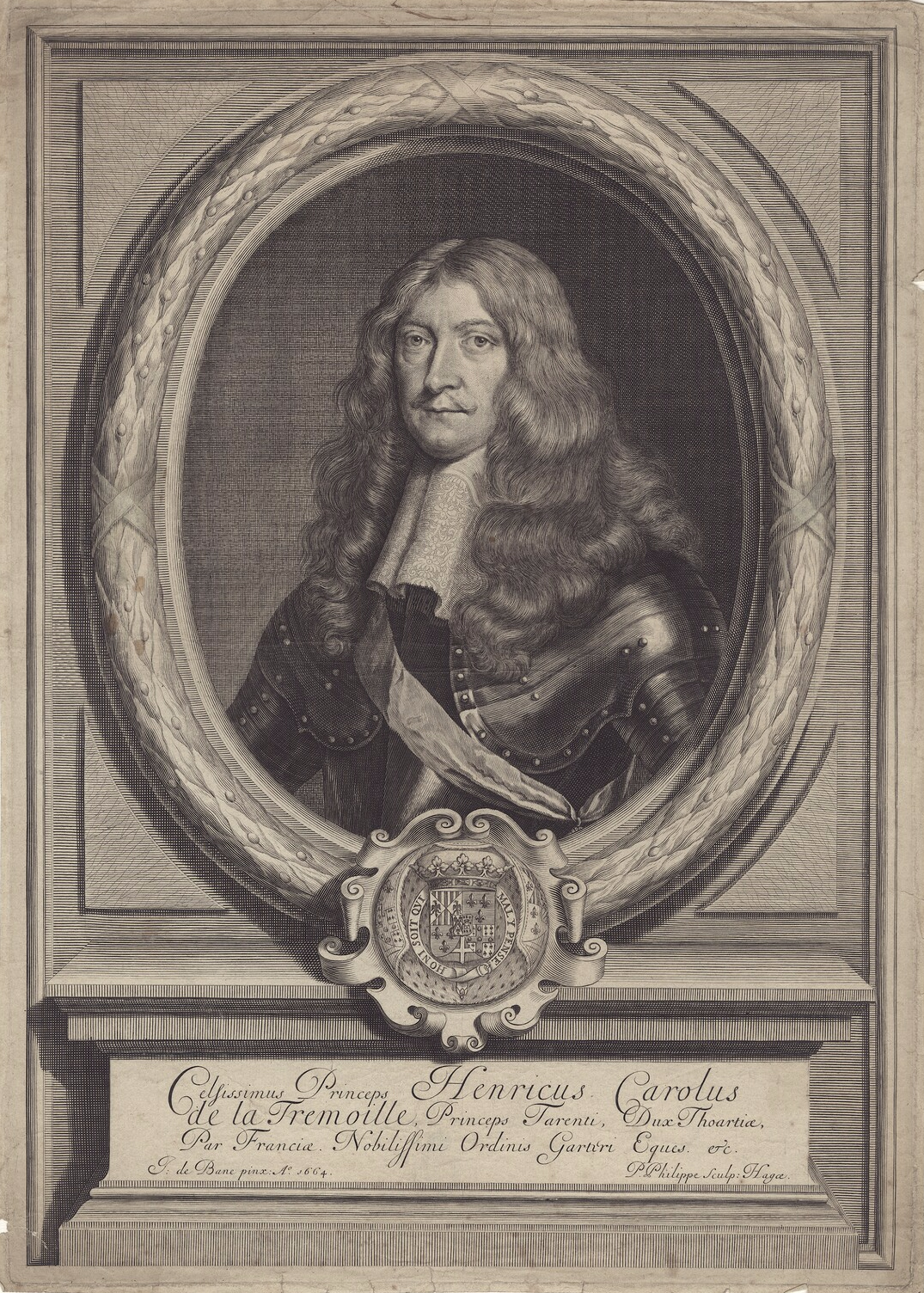
Henri Charles de La Trémoille

Henri Charles de La Trémoille (* 17. Dezember 1620 im Schloss Thouars; † 14. September 1672 ebenda) war als Angehöriger des Hauses La Trémoille ein französischer Adliger. Er war Fürst von Talmond und ab 1648 Fürst von Tarent. Außerdem führte er die Titel comte de Laval, de Montfort, de Taillebourg und de Benon. Er war einer der Führer der Fronde.

## Name
Wie unter Hochadligen der Frühen Neuzeit üblich, führte er seinen Taufnamen nicht, sondern nannte sich nach seinem jeweils bedeutendsten (realen oder beanspruchten) Besitz bzw. Lehen. Das war zunächst Fürst von Talmond, seit dem Westfälischen Frieden Fürst von Tarent, um so die Ansprüche seiner Familie auf das Königreich Neapel zum Ausdruck zu bringen. Den Namen Herzog von La Trémouille führte er nicht, vielmehr hießen so nur sein Vater und nach ihm sein Sohn.

## Leben
Talmond war ein Sohn des Henri de La Trémoille, duc de Thouars und seiner Gemahlin Marie de la Tour d’Auvergne (1600–1665). 1628 war sein Vater mit seinen Kindern katholisch geworden, während die Mutter Hugenottin blieb.
Als Talmond die Volljährigkeit erreichte, konnte seine Mutter ihn überzeugen, zum Protestantismus zurückzukehren. 1638 schloss er sich den militärischen Unternehmungen seines Großonkels Friedrich Heinrich von Oranien, des jüngsten Sohnes Wilhelms I. von Oranien, an. Mit dessen Tochter Luise Henriette, nachmaliger Kurfürstin von Brandenburg, unterhielt er ein Liebesverhältnis.
Während der Fronde im Oktober 1651 stellte sich Tarent gegen Kardinal Mazarin und bekannte sich offen zum Prince de Condé. Fünf Jahre später wurde er deswegen verhaftet und in Amiens gefangengehalten. Seine Mutter konnte nach einigen Monaten seine Freilassung erwirken. Er diente danach nochmals in Holland kehrte aber 1668 nach Thouars zurück, da ihm seine schwerkranker Vater die Angelegenheiten des Herzogtums überlassen musste. Er starb zwei Jahre vor seinem Vater und als 3. Herzog von Thouars folgte diesem Henri Charles’ ältester Sohn.

## Nachkommen
Tarent heiratete am 15. Mai 1648 in Kassel Emilie (1626–1693), Tochter des Landgrafen Wilhelm V. von Hessen-Kassel und dessen Gemahlin Amalie Elisabeth von Hanau-Münzenberg, mit der er folgende Kinder hatte:
- Charlotte Amélie (1652–1732)
⚭ 1680 Graf Anton I. von Aldenburg (1633–1680)
- Charles Belgique Hollande (1655–1709), Herzog von Thouars
⚭ 1675 Madeleine de Crequy († 1707)
- Frédéric-Guillaume (1658–1738), prince de Talmont
⚭ 1707 Elisabeth Anne de Bullion (Haus Bullion)
- Henriette-Célèste (* 1662; † jung)
- Marie-Sylvie (1662–1692)